# Модуляція (музика)
Модуляція в класичній мажорно-мінорній системі — зміна основної тональності іншою.

## Види модуляції
Існує декілька різновидів модуляції: 
- Досконала тональна модуляція здебільшого завершує музичний твір, його частину, період, речення, фразу. Її підготовляють завчасним введенням у попередню тональність елементів наступної тональності.

- При недосконалій тональній модуляції основна тональність змінюється в середині періоду або фрази музичного твору без закріплення в новій тональності (те ж саме, що відхилення).

- Раптова модуляція — непідготовлена зміна однієї тональності іншою, що здійснюється через домінантову функцію наступної тональності. Перехід з однієї тональності в іншу без будь-якої попередньої підготовки називається зіставленням тональностей.

- Ладова модуляція — перехід в однойменну тональність іншого ладового нахилу.

- Енгармонічна модуляція — перехід у нову тональність шляхом енгармонічної заміни звуків або вигляду останнього акорду основної тональності.

В середньовічній музичній теорії модуляціяєю злагода й упорядкованість, що була предметом тогочасної науки про мистецтво музики.

## Історичний огляд
Починаючи з Цензорина («Die die natali», 238 г. н. э.) в античності (у Августина, Боеція, Кассіодора тощо) і протягом усього Середньовіччя (починаючи з трактатів каролінзького відродження, IX ст.), аж до XVI століття (в Німеччині і пізніше) поняття мелодії було «арифметичним», діаметрально протилежним тому лірико-емоційному поданням, яке встановилося в епоху Нового часу. Сама музика визначалася як наука (техніка, мистецтво) правильної розмірності (musica est scientia [vel ars] bene modulandi). Латинські слова modulatio/modulari, ймовірно, були перекладами грецьких слів μελῳδία/μελῳδεῖν. На відміну від дієслова «співати» (ἀείδω, форма ᾄδω) «мелодіювати» означала співати дискретними інтервалами, «переступаючи через проміжки між висотами, зупиняючись ж на самих висотах і озвучуючи тільки їх, це і називається "співати" (μελῳδεῖν), тобто рухатися інтервальним рухом» (Аристоксен). 
Мелодія, що розуміється як упорядковане / лагідне розгортання в часі музичних інтервалів (тобто таких, що обчислюються, дискретних звуків), і ємодуляція в корінному і історично найбільш значущому сенсі цього слова.

### Новий час
Поширений в XVII і XVIII століттях термін musica modulatoria означав мистецтво (техніку) музичного виконавства, вокального або інструментального. Значення "modulari" у ставленні  до музичного виконавства маргінально з'являлися вже в Середньовіччі у зв'язку з нестрогим уживанням слова в значенні «співати» (вокальну музику) або «виконувати» (музику на музичному інструменті).
Пізніше значення модуляція змінилося  і означає перехід з однієї мажорній або мінорній тональності в іншу, мажорну або мінорну, тональність. У цьому значенні термін «модуляція» вперше вжив Олександр Малколм у трактаті «A Treatise of Musick»  У вживанні Малколма «модуляція» синонімічна «відхиленню», і стосується будь-якої тимчасової зміни тональності. У Німеччині терміни відхилення(Ausweichung) і модуляція (Modulation) вживалися як синоніми до середини XIX століття. Нинішнє слововживання остаточно закріпилася в роботах Г. Рімана і в цьому значенні потрапив у радянське музикознавство..

## Модуляція в естрадній музиці (XX століття і пізніше)
У сучасній естрадній музиці раптова модуляція є часто використовуваним прийомом для кульмінаційного розвитку пісні перед її фіналом. Звичайно модуляція застосовується перед останнім приспівом шляхом підвищення його на півтону або цілий тон.
Приклад «грамофонній» модуляції у форматі Євробачення після паузи на 2:22:
- Vad Du Än Trodde Så Trodde Du в исполнении Arja Saijonmaa [Архівовано 19 липня 2015 у Wayback Machine.]